# Huntington Hotel (San Francisco)
The Huntington Hotel es uno de los hoteles de lujo emblemáticos en la parte superior del distrito de Nob Hill de San Francisco, California. Está ubicado en 1075 California Street, esquina con Taylor Street. Es un edificio de ladrillo de estilo georgiano de doce pisos que cuenta con 135 habitaciones y suites.

## Descripción
lleva el nombre de Collis P. Huntington, uno de los Cuatro Grandes magnates ferroviarios del Viejo Oeste. Sin embargo, está al otro lado de la calle California desde la ubicación de la mansión de Huntington, en el sitio de una mansión propiedad de la familia Tobin, fundadores del Banco Hibernia. Originalmente fue diseñado por Weeks and Day como Huntington Apartments en 1922, y fue convertido en hotel por el promotor inmobiliario Eugene Fritz, quien compró la propiedad en 1924. Los nietos de Fritzlo  administraron hasta que lo vendieron en 2011 a Grace International, con sede en Singapur. Cerró el 4 de enero de 2014 y reabrió en mayo de 2014 como The Scarlet Huntington, luego de una renovación de $ 15 millones. Se vendió a Woodridge Capital, con sede en Los Ángeles, el 28 de septiembre de 2018 por $ 51,9 millones y volvió a su nombre histórico, Huntington Hotel. Volvió a cerrar a principios de 2020, debido a la pandemia de COVID-19. En septiembre de 2022, se anunció que permanecería cerrado porque los propietarios habían incumplido con la hipoteca del hotel por $ 56,2 millones y el prestamista, Deutsche Bank, estaba tratando de ejecutar la propiedad.